# Стефан Остојић Котроманић
Стефан Остојић Котроманић је био „краљ Срба, Босне, Поморја, Хумске земље, Доњих Краја, Западних страна, Усоре, Соли и Подриња” (1418—1421) из династије Котроманића и најстарији син Стефана Остоје (прва влада 1398—1404, друга влада 1409—1418) из његовог првог брака са Кујавом Раденовић.
Поред њега, Остоја је имао још два незаконита сина Радивоја (дефакто владар 1433—1435) и Томаша (1443—1461) који су одиграли значајну улогу у последњим деценијама краљевине Босне. Током своје кратке владавине није успео да се наметне властели, али је покушао да обнављањем савеза са Млечанима 1419. године ојача своју позицију. Међутим, то му није много помогло јер се већ наредне године у Босну вратио Твртко II (прва влада 1404—1409, друга влада 1421—1443) који је уз подршку Османлија успео да до априла 1421. године потисне Стефана и преузме потпуну власт. Даљи ток Стефанове судбине није познат, али је извесно да он већ у априлу 1422. године више није међу живима.

## Владавина
Стефан је наследио свог оца Стефана Остоју након његове изненадне смрти 1418. Сандаљ Хранић Косача и Златоносовићи су одбили да га признају за свог краља, али су прихватили Сандаљеви вазали Николићи, вероватно надајући се да ће се тиме ослободити Сандаљеве власти над њима. Између Стефана Остојића и Сандаља Хранића је успостављено примирје након што је краљ одобрио продају источног дела Конавља Дубровнику, пошто је Сандаљу био потребан новац да би водио свој рат.

## Породично стабло
|  |                              |  |  |  |  |  |  |  |  |  |  |  |  |  |  |  |
|  | 2. Стефан Остоја Котроманић  |  |  |  |  |  |  |  |  |  |  |  |  |  |  |  |
|  |                              |  |  |  |  |  |  |  |  |  |  |  |  |  |  |  |
|  |                              |  |  |  |  |  |  |  |  |  |  |  |  |  |  |  |
|  | 1. Стефан Остојић Котроманић |  |  |  |  |  |  |  |  |  |  |  |  |  |  |  |
|  |                              |  |  |  |  |  |  |  |  |  |  |  |  |  |  |  |
|  |                              |  |  |  |  |  |  |  |  |  |  |  |  |  |  |  |
|  | 3. Кујава Радиновић          |  |  |  |  |  |  |  |  |  |  |  |  |  |  |  |
|  |                              |  |  |  |  |  |  |  |  |  |  |  |  |  |  |  |
|  |                              |  |  |  |  |  |  |  |  |  |  |  |  |  |  |  |